# 馬會站
馬會站（葡萄牙語：Estação Jockey Clube）是澳門輕軌氹仔線的中途站，位於氹仔柯維納馬路。本站為高架車站，2016年初平頂。受輕軌車廠工程嚴重延誤影響，此站延至2019年12月10日投入服務。由車站步行只需兩分鐘到達澳門賽馬會，本站亦結合氹仔柯維納馬路交通樞紐。

## 車站結構

### 車站樓層
| 地上二層          | 月台                       | \| 側式 · 開左邊车门 \| \| \| \| \| \| \| \| 氹仔線往氹仔碼頭（運動場） \| 1 \| \| \| \| 2 \| 氹仔線往媽閣（海洋） \| \| \| \| 側式 · 開左邊车门 \| \| \| \| \| |   |  |
| 地上一層          | 大堂                       | 客務中心、自動售票機、洗手間 |   |  |
| 地上一層          | 通往氹仔柯維納馬路交通樞紐 | |   |  |
| 地面              | 出入口                     | 巴士轉乘站 |   |  |
| 側式 · 開左邊车门 |                            | |   |  |
|                   |                            | 氹仔線往氹仔碼頭（運動場） | 1 |  |
|                   | 2                          | 氹仔線往媽閣（海洋） |   |  |
| 側式 · 開左邊车门 |                            | |   |  |

### 出入口
| 編號              | 指示方向 | 圖片 | 附近目的地                                   |
| ----------------- | -------- | ---- | -------------------------------------------- |
| A                 | 小潭山   |      | 四面佛 小潭山 廣東大馬路 盧廉若馬路 七潭公路 |
| B                 | 賽馬會   |      | 羅斯福酒店 賽馬會                            |
| 註： 設有 \| 設有 |          |      |                                              |

## 車站周邊
半徑500米，由近至遠：

### 鄰近公共設施及商業建築
- 澳門賽馬會
- 四面佛休憩區
- 駿景酒店
- 四面佛
- 君怡酒店
- 聯國學校

### 鄰近住宅
- 星玥
- 名門世家
- 凱旋居
- 德福海景花園
- 南新花園
- 南景花園
- 百達花園
- 悅景峰
- 鴻業大廈
- 樂駿盈軒
- 伯樂花園

## 接駁交通

### 巴士
T326 柯維納馬路（Estrada Gov. A. Oliveira）
路線：11、15、22、26、28A、30、33、34、35、36、52、MT2、N5
T327 賽馬會（Jockey Club）
路線：15、26、30、34、35、36、52、MT2、MT4、N5
T332 南新花園（Edf. Nam Sun）
路線：11、15、22、26、28A、30、30X、33、34、35、36、37、MT2、MT4、MT5、N5
T350 廣東大馬路／馬會（Av. Kwong Tung／Jockey Club）
路線：30、36

## 歷史
本站原稱賽馬會站（葡萄牙語：Estação Jockey Club）。原站點位置於往盧伯德圓形地約60米，後公佈的《輕軌系統第一期2009興建方案》調整至現時位置。
2011年9月14日，「輕軌一期氹仔市中心段建造工程」進行）公開招標競投。承建項目為輕軌一期氹仔市中心段的建造工程，即西灣大橋氹仔出入口至氹仔排角之間一段輕軌高架行車天橋，同時包括興建本站。
2012年2月21日，輕軌第一期氹仔市中心段動工，全段長近兩公里，設四車站，是首段開工的輕軌線。工程造價為四億八千九百萬元，工期至2015年5月。
2012年8月7日，連接本站的“柯維納馬路交通樞紐”建造工程正式動工。
2019年12月10日，氹仔線全線通車，本站亦同步投入服務。
2019年12月28日，連接本站的柯維納馬路交通樞紐巴士轉乘站啟用。
2023年12月8日，氹仔線正式延伸至媽閣站，抵達媽閣站的首班跨海列車於當天06:30從本站開出。

## 工程相片

### 站体

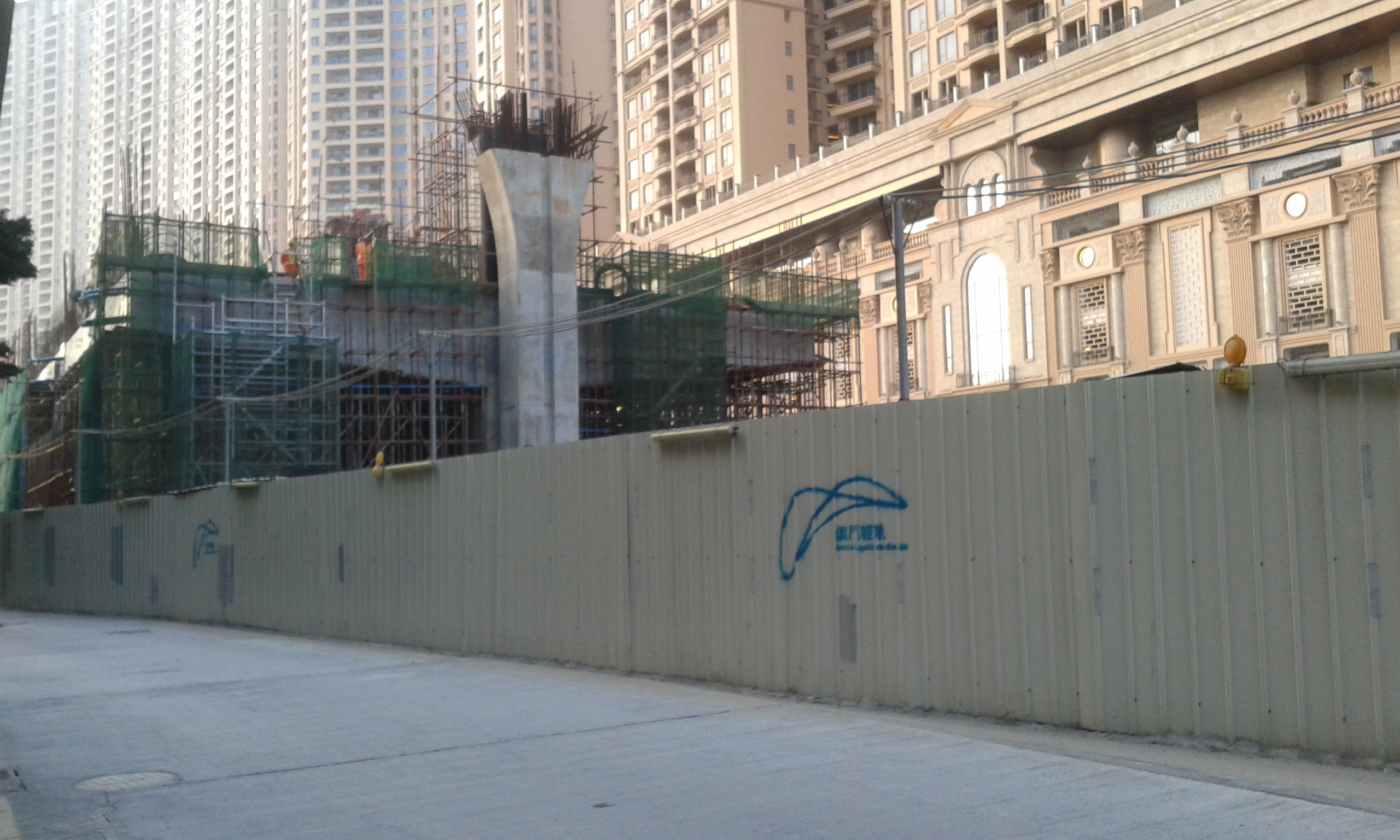
2015年1月
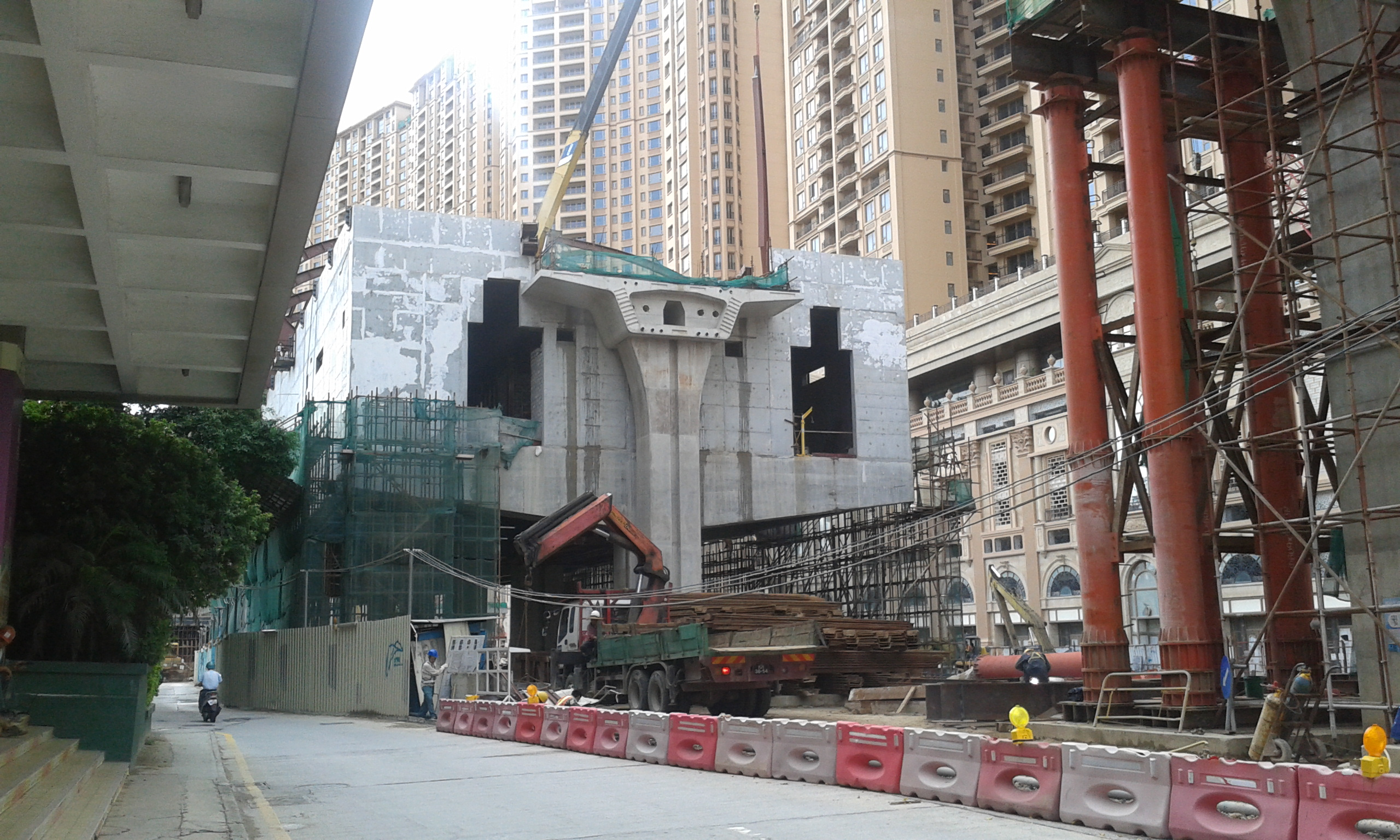
2015年7月
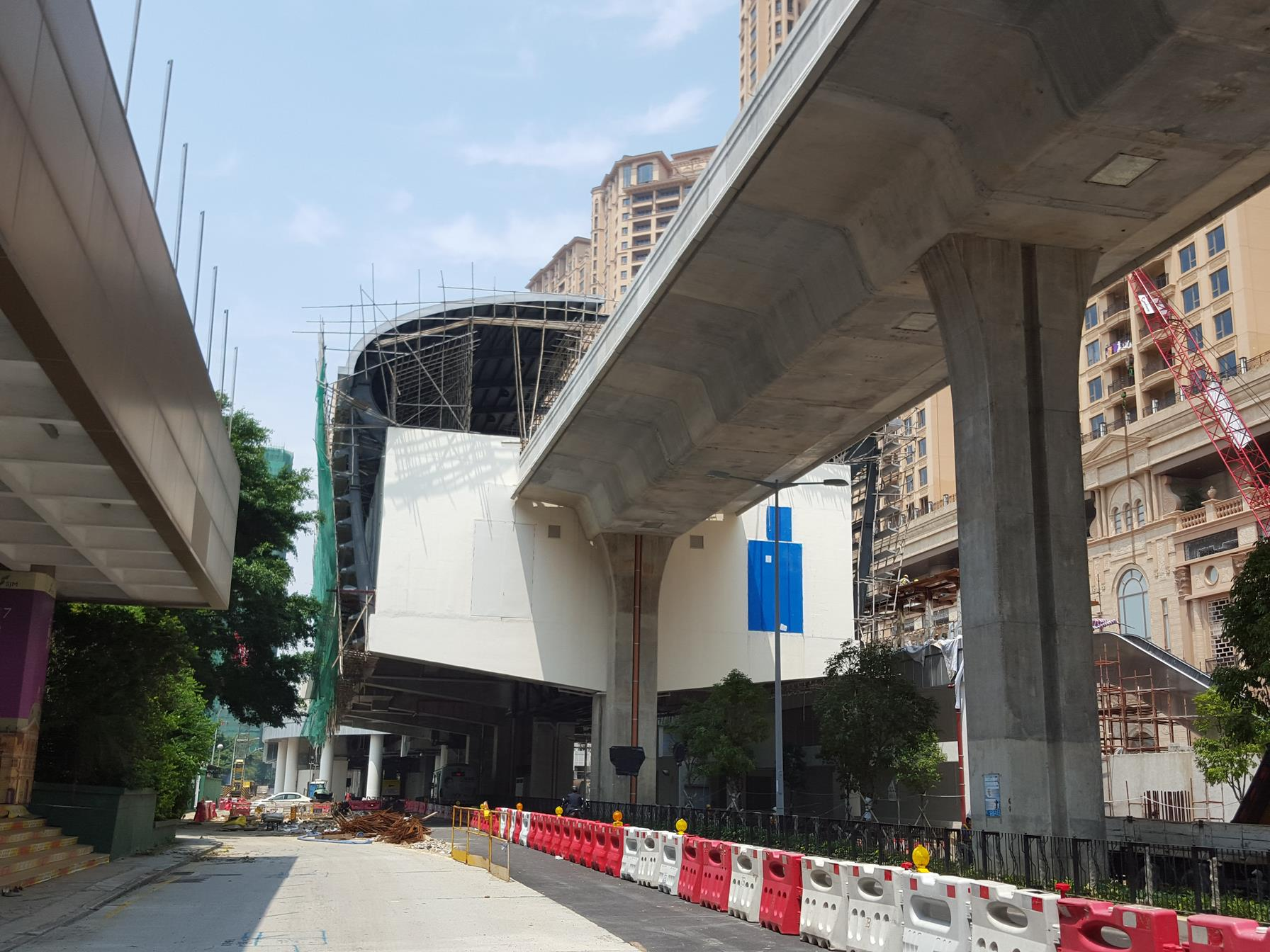
2016年8月

### 車站出入口

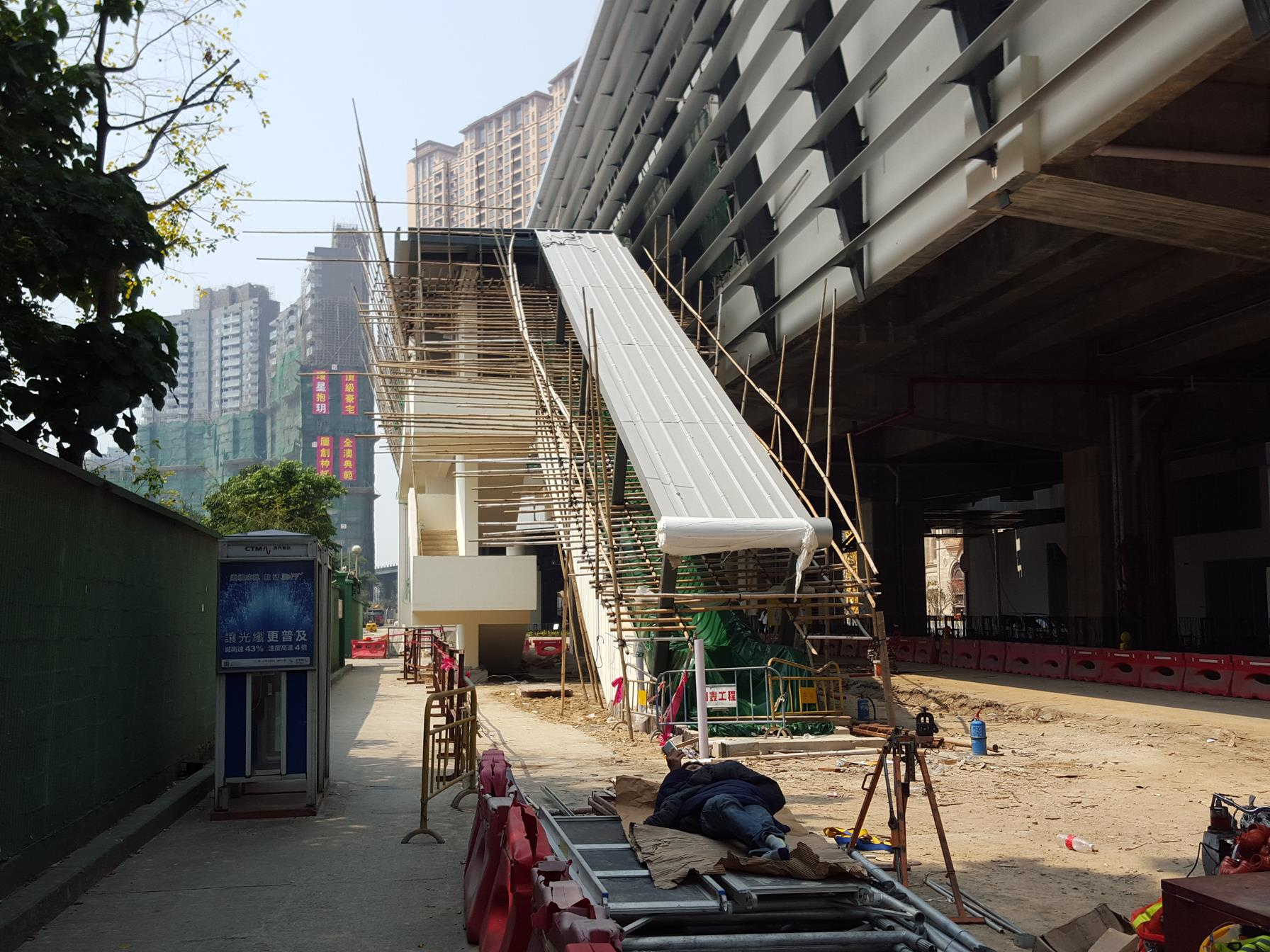
2017年3月建

### 車站月台層

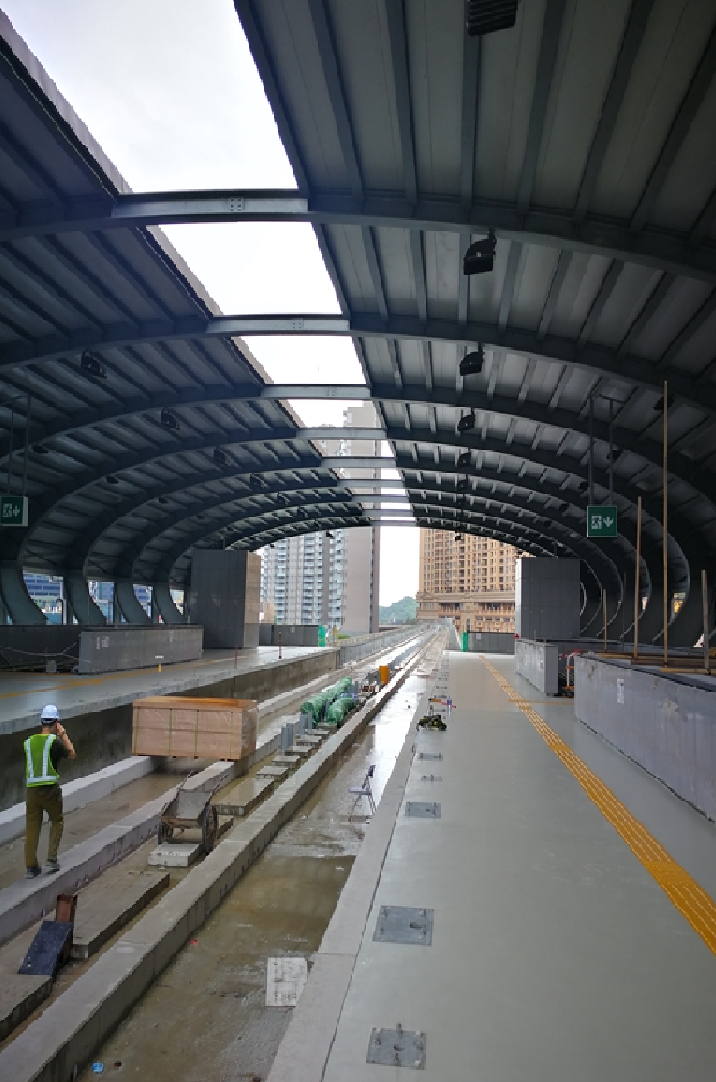
2017年6月

## 外部連結
- 澳門輕軌股份有限公司官方網站 （页面存档备份，存于）